# In-A-Gadda-Da-Vida (album)
In-A-Gadda-Da-Vida is het tweede studioalbum van de Amerikaanse rockband Iron Butterfly, en werd uitgegeven in 1968. Het is voornamelijk bekend vanwege het titelnummer, een eenvoudige compositie die als een uitgebreide jamsessie de gehele B-zijde in beslag neemt. Het album is ook beschikbaar op cd.
De lp bereikte een vierde plaats op de Billboard lijst, en werd het eerste album dat platina haalde toen deze onderscheiding in 1976 door de RIAA werd uitgegeven. Inmiddels heeft het album vier keer de platinastatus bereikt met een verkoop van meer dan 30 miljoen exemplaren. Het was voor platenmaatschappij Atlantic Records ook het best verkopende album tot het werd ingehaald door Led Zeppelin IV.

## Tracks
Alle nummers geschreven door Doug Ingle tenzij anders aangegeven:
| Nr. | Titel                                | Duur |
| --- | ------------------------------------ | ---- |
| 1.  | Most Anything You Want               | 3:44 |
| 2.  | Flowers and Beads                    | 3:09 |
| 3.  | My Mirage                            | 4:55 |
| 4.  | Termination (Erik Brann, Lee Dorman) | 2:53 |
| 5.  | Are You Happy                        | 4:31 |

| Nr. | Titel              | Duur  |
| --- | ------------------ | ----- |
| 1.  | In-A-Gadda-Da-Vida | 17:05 |

Op de later uitgegeven cd zijn als bonustracks een live-versie en een single-versie van het nummer In-A-Gadda-Da-Vida opgenomen.